# Carlos de Azeredo
Carlos Manuel de Azeredo Pinto Melo e Leme CvHDM • MPCG • GCC • GCA • GOL • MOSD (Marco de Canaveses, Várzea da Ovelha e Aliviada, Casa do Cabo, 4 de outubro de 1930 – Porto, 19 de agosto de 2021) foi um general do Exército Português.

## Biografia
General de Cavalaria, oriundo da Nobreza de Entre Douro e Minho, Monárquico, participou ativamente no 25 de Abril de 1974.
A 20 de fevereiro de 1975 foi o 96.º e último governador civil do Distrito Autónomo do Funchal. Foi Comandante da Região Militar do Norte e Chefe da Casa Militar do Presidente Mário Soares. Foi candidato à Presidência da Câmara Municipal do Porto nas eleições autárquicas de 1997 à frente de uma coligação entre o PSD e o CDS-PP, tendo sido derrotado por Fernando Gomes.
Condecorado com a Medalha Militar de Ouro de Serviços Distintos com Palma e com a Medalha Militar de 1.ª Classe da Cruz de Guerra. A 10 de junho de 1991 foi agraciado com a Grã-Cruz da Ordem Militar de Avis e a 13 de fevereiro de 1996 foi agraciado com a Grã-Cruz da Ordem Militar de Cristo.
Editou um livro sobre a sua vida "Trabalhos e Dias De Um Soldado Do Império". Publicou o livro "Invasão do Norte: 1809: a campanha do general Silveira contra o marechal Soult (Tribuna da História), 2004.
Morreu a 19 de agosto de 2021, em sua casa no Porto, vítima de doença prolongada.

### Condecorações[2][5]
- Cavaleiro de Honra e Devoção[1] da Ordem Soberana e Militar Hospitalária de São João de Jerusalém, de Rodes e de Malta (5 de dezembro de 1985)
- Grã-Cruz da Ordem Pro Merito Melitensi da Ordem Soberana e Militar Hospitalária de São João de Jerusalém, de Rodes e de Malta (11 de maio de 1989)
- Grã-Cruz do Mérito com Estrela da Ordem do Mérito da República Federal da Alemanha (12 de julho de 1990)
- Cavaleiro de Grã-Cruz da Ordem do Mérito da República Italiana de Itália (18 de julho de 1990)
- Grã-Cruz da Ordem do Mérito de Chipre (20 de dezembro de 1990)
- Cavaleiro de Grã-Cruz da Pontifícia Ordem Equestre de São Gregório Magno do Vaticano ou da Santa Sé (14 de janeiro de 1991)
- Grã-Cruz da Ordem Real da Estrela Polar da Suécia (22 de janeiro de 1991)
- Comendador da Ordem Nacional da Legião de Honra de França (28 de janeiro de 1991)
- Grã-Cruz da Ordem do Leão da Finlândia da Finlândia (8 de março de 1991)
- Grande-Oficial da Ordem do Mérito da Costa do Marfim (18 de março de 1991)
- Estrela de Mérito da Ordem da Estrela das Forças Armadas do Equador (22 de março de 1991)
- Grã-Cruz da Ordem Militar de Avis de Portugal (10 de junho de 1991)
- Grã-Cruz da Ordem de Orange-Nassau da Holanda (26 de setembro de 1991)
- Grã-Cruz da Ordem de Ouissam Alaoui de Marrocos (6 de fevereiro de 1992)
- Excelentíssimo Senhor Grã-Cruz com Distintivo Branco da Ordem do Mérito Militar de Espanha (27 de abril de 1992)
- Grã-Cruz da Ordem do Dannebrog da Dinamarca (18 de setembro de 1992)
- Grã-Cruz da Ordem de Bernardo O'Higgins do Chile (5 de março de 1993)
- Grã-Cruz da Ordem da República da Tunísia (26 de outubro de 1993)
- Grã-Cruz da Ordem do Tesouro da Felicidade Sagrada do Japão (19 de fevereiro de 1994)
- Cavaleiro-Grã-Cruz Honorário da Excelentíssima Ordem do Império Britânico da Grã-Bretanha e Irlanda do Norte (5 de maio de 1994)
- Grã-Cruz da Ordem da República de Malta (3 de março de 1995)
- Grã-Cruz da Ordem Militar de Cristo de Portugal (13 de fevereiro de 1996)
- Grã-Cruz da Ordem de Rio Branco do Brasil (25 de julho de 1996)
- Grande-Oficial da Ordem da Liberdade de Portugal (26 de fevereiro de 2021)

## Casamento e descendência
Casou em Ourém, Fátima, no Santuário de Fátima, a 11 de novembro de 1956 com Lúcia Josefina de Castro Girão (Lamego, 18 de janeiro de 1931), Senhora da Casa dos Varais, em Cambres, Lamego, de quem teve uma filha e três filhos.